# Всехсвятская церковь (Уфа)
Всехсвятская церковь (церковь во имя Всех святых) — православный храм в Уфе, в настоящее время не сохранившийся. Находился в Архиерейской слободе. Церковь была однопрестольной, деревянной с колокольней на 8 колоколов.

## История
Согласно легенде уфимский епископ Иустин во время прогулки по Архиерейской слободе на склоне горы среди лачуг бедноты увидел пустое пространство. Рядом со слободой не было церквей, и её обитателям приходилось добираться до них каждый раз поднимаясь по крутому склону. Иустин решил возвести здесь церковь во имя Всех Святых, чтобы ангелы хранили местных прихожан.
Церковь была заложена осенью 1897 г. В 1898 г. после постройки и освящения церкви принесли иконостас «Во имя всех святых, в земле российской воссиявших». Прихожанами церкви были местные жители, в основном — слободские рабочие.
В 1933 г. церковь была снесена. На её месте сейчас находится частный дом[какой?] по улице Местные Дубнячки.
Существуют планы восстановления церкви на сохранившемся фундаменте.